# Echinolaena ecuadoriana
Echinolaena ecuadoriana là một loài cỏ thuộc họ Poaceae.
Loài này chỉ có ở Ecuador.